# Lampornis
Lampornis Swainson, 1827 è un genere di uccelli della famiglia Trochilidae.

## Tassonomia
Comprende le seguenti specie:
- Lampornis clemenciae (R. Lesson, 1830)  —  colibrì golablu
- Lampornis amethystinus (Swainson, 1827)  —  colibrì gola ametista, colibrì golametista
- Lampornis viridipallens (Bourcier e Mulsant, 1846)  —  gemma di monte golaverde, gemma di montagna golaverde, orogemma golaverde
- Lampornis sybillae (Salvin e Godman, 1892)  —  gemma di monte pettoverde, gemma di montagna pettoverde, orogemma pettoverde
- Lampornis hemileucus (Salvin, 1865)  —  gemma di monte ventrebianco, gemma di montagna ventrebianco, orogemma panciabianca
- Lampornis calolaemus (Salvin, 1865)  —  gemma di monte gola purpurea, gemma di montagna gola purpurea ,orogemma golaviola
- Lampornis castaneoventris (Gould, 1851)  —  gemma di montagna golabianca, orogemma golabianca
- Lampornis cinereicauda (Lawrence, 1867)  —  gemma di monte codagrigia, gemma di montagna codagrigia ,orogemma codagrigia